# Rye, New York
Rye är en stad i Westchester County i den amerikanska delstaten New York. Rye, som grundades år 1660, hade 16 592 invånare år 2020.